# Mesapamea struvoculea
Mesapamea struvoculea là một loài bướm đêm trong họ Noctuidae.